# استان اوکایاما

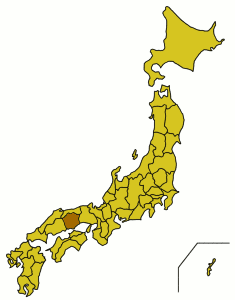
استان اوکایاما، ژاپن.

استان اوکایاما (به ژاپنی: 岡山県) یکی از استان‌های کشور ژاپن است.
این استان در ناحیه چوگوکو در جزیرهٔ هونشو واقع شده‌است. مرکز این استان شهر اوکایاما است.
۹۰ جزیره در دریای داخلی ستو نیز جزئی از این استان به‌شمار می‌آیند.
شهر تاریخی کوراشیکی نیز در این استان قرار دارد و بیشتر جمعیت استان اوکایاما در پیرامون کوراشیکی و اوکایاما متمرکز شده‌اند.